# لاتيدان
لاتيدان (بالفارسية: لاتیدان) هي قرية تقع في البلدة المركزية في إيران. يقدر عدد سكانها بـ 303 نسمة بحسب إحصاء 2016.